# Màrkov (cràter)
Màrkov és un cràter d'impacte situat en la part nord-occidental de la cara visible de la lluna, a la regió Sinus Roris de l'Oceanus Procellarum. Es troba al sud del cràter Oenopides, i està connectat a la regió continental per una sèrie de crestes en la vora nord.

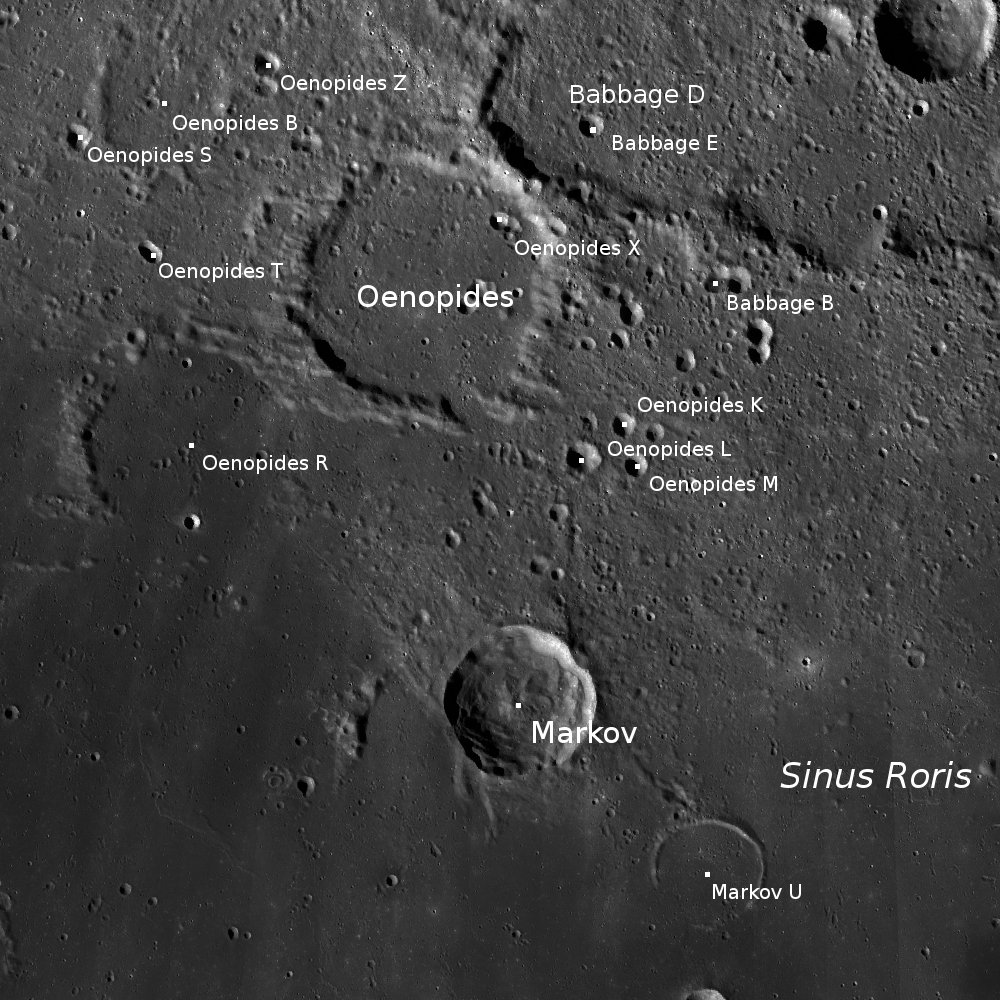
Entorn de Màrkov. Fotografia de la missió LRO.

La vora d'aquest cràter no apareix erosionada apreciablement per impactes, i reté el perfil afilat de les seves crestes. El perímetre és aproximadament circular, amb algunes protuberàncies exteriors menors, particularment en els seus sectors meridional i oriental. Les parets interiors són simples pendents que descendeixen fins a un anell de roques despreses a la seva base. El sòl interior té un pujol central baix i algunes crestes menors. No conté cràters impactes remarcables ni en el seu interior ni en el seu brocal.

## Cràters satèl·lit
Per convenció aquests elements són identificats en els mapes lunars posant la lletra en el costat del punt central del cràter que està més proper a Màrkov.
|        | \| Màrkov \| Coordenades \| Diàmetre \| \| ------ \| ------------------------------------ \| -------- \| \| E \| 50° 36′ N, 60° 06′ O / 50.6°N,60.1°O \| 13 km \| \| F \| 50° 00′ N, 61° 48′ O / 50.0°N,61.8°O \| 8 km \| \| G \| 50° 00′ N, 56° 12′ O / 50.0°N,56.2°O \| 5 km \| \| U \| 51° 54′ N, 60° 12′ O / 51.9°N,60.2°O \| 29 km \| |          |
| Màrkov | Coordenades | Diàmetre |
| E      | 50° 36′ N, 60° 06′ O / 50.6°N,60.1°O | 13 km    |
| F      | 50° 00′ N, 61° 48′ O / 50.0°N,61.8°O | 8 km     |
| G      | 50° 00′ N, 56° 12′ O / 50.0°N,56.2°O | 5 km     |
| U      | 51° 54′ N, 60° 12′ O / 51.9°N,60.2°O | 29 km    |